# Гасичівка
Гаси́чівка — село в Україні, у Городнянській міській громаді Чернігівського району Чернігівської області. Населення до війни становило 18 осіб. До 2017 орган місцевого самоврядування — Мощенська сільська рада. Знаходиться за 6 км від кордону з Росією.
У 2024 році зазнавало постійних обстрілів з боку Росії.
Із квітня 2024 року фактично безлюдне після евакуації останньої жительки.

## Історія
Млин Гасічевий згаданий у податкових реєстрах 1750 – 1756 рр. [Адміністративно-територіальний устрій лівобережної України 50-х рр. 18 ст. – К.: 1990 р., с. 115].
12 червня 2020 року, відповідно до розпорядження Кабінету Міністрів України № 730-р від «Про визначення адміністративних центрів та затвердження територій територіальних громад Чернігівської області», село увійшло до складу Городнянської міської громади.
19 липня 2020 року, в результаті адміністративно-територіальної реформи та ліквідації Городнянського району, село увійшло до складу Чернігівського району.

## Населення

### Мова
Розподіл населення за рідною мовою за даними перепису 2001 року:
| Мова       | Кількість | Відсоток |
| ---------- | --------- | -------- |
| українська | 77        | 100%     |

## Географія
У селі річка Вербча впадає у річку Тетиву, праву притоку Снові.